# De Nederlandse ggz
de Nederlandse ggz (voorheen GGZ Nederland) is een netwerkorganisatie van zorgprofessionals in de geestelijke gezondheidszorg in Nederland. De organisatie heeft als doel om zorgaanbieders onderling samen te brengen, maar ook samen contacten te leggen naar partners buiten de eigen organisatie. 
De organisatie vertegenwoordigt zo'n 100 instellingen met zo'n 90.000 professionals.